# Ганієва Зіба Паша-кизи
Зіба Паша-кизи Гані́єва (азерб. Qəniyeva Ziba Paşa qızı; 20 серпня 1923, Шемаха, Азербайджанська РСР; Чимкент, Казахська РСР, або Гулістан, Узбецька РСР — 2010, Москва) — учасниця Великої Вітчизняної війни, радист, снайпер, розвідник. Нагороджена орденами Червоного Прапора, Червоної Зірки, медаллю «За Оборону Москви» та орденом Вітчизняної війни 1-го ступеня. 7 листопада 1941 року в складі 3-ї Московської Комуністичної дивізії брала участь у параді на Красній площі. Тільки за квітень-травень 1942 року має на своєму рахунку 21 вбитого ворожого військовослужбовця. За її власними словами, за всю війну вона знищила 129 фашистів.

## Біографія

### Передвоєнний період
Зіба Ганієва народилася 20 серпня 1923 року згідно з деякими джерелами в азербайджанському місті Шемаха, згідно з проєктом «Подвиг народу» в казахстанському місті Чимкент, а відповідно до Азербайджанської радянської енциклопедії в узбецькому місті Гулістан. Батько Зіби був азербайджанцем, мати — узбечкою. У 14 років дівчина стала сиротою при живих батьках — в 1937 році мати Зіби була репресована, а батько — Паша Ганієв, вимушено відмовився від своєї доньки, щоб врятувати їй життя. У тому ж році Зіба поїхала в Ташкент, де поступила вчитися на хореографічне відділення Узбецької філармонії. У 1940 році Зіба переїхала в Москву, де вступила на акторський факультет ГІТІСу. Вже будучи студенткою Московського державного інституту театрального мистецтва імені А. В. Луначарського, в перші ж дні війни, подібно сотням тисяч радянських студентів, добровольцем записалася на фронт. Ганієва була спрямована на короткострокові стрілецькі курси, де навчалася володіти кулеметом і стріляти зі снайперської гвинтівки, а також знайомилася з мистецтвом розвідки. 7 листопада 1941 року в складі 3-ї Московської Комуністичної дивізії брала участь у параді на Червоній площі, відразу ж після закінчення якого пішла захищати Батьківщину.

### Німецько-совєцька війна

#### Призов і служба
Червоноармієць Зіба Ганієва — в РСЧА з 16 жовтня 1941 року. Місце призову — Краснопресненський РВК, Московська область, місто Москва, Краснопресненський район. Воювала на Ленінградському і Північно-Західному фронтах. Будучи радистом, 16 разів у складі розвідгруп переходила лінію фронту, звідки передавала по рації й приносила важливі відомості про супротивника. Вважалася одним із кращих снайперів дивізії
.
У жовтні 1941 року стала стрільцем 3-ї Московської комуністичної дивізії, де продовжувала вдосконалювати снайперську майстерність. У січні 1942 року на базі 3-ї Московської Комуністичної стрілецької дивізії була сформована 130 стрілецька дивізія (друге формування). Навесні 1942 року у складі дивізії прибула на Північно-Західний фронт і включилася в активні бойові дії. Разом із бойовою подругою-комсомолкою Ніною Соловей комсомолка Зіба Ганієва стала ініціатором організації снайперського руху в дивізії. Відповідно до даних архіву «Подвиг народу» з 12 квітня по 23 травня 1942 року снайпер-розвідник 151-го окремого мотострілецького розвідувального батальйону дивізії Зіба Ганієва, діючи в районі сіл Чорне, Лунєво, Ожесці і Дягілево, знищила 20 німців, у тому числі двох офіцерів. Згідно з книгою В. С. Мурманцевої «Радянські жінки у Великій Вітчизняній війні», за короткий час вбила 21 гітлерівця. Зі спогадів художника Таїра Салахова в одній із бесід Ганієва сказала: «Таїр, я вбила сто двадцять дев'ять фашистів».

#### Подвиг
23 травня 1942 року, у бою за село Велике Врагово Молвотицького району Ленінградської області, Зіба Ганієва здійснила подвиг. Отримавши від командування завдання вести снайперський вогонь по німецькому гарнізону в селі Велике Врагово, Ганієва висунулася на висоту східніше від села. Коли в результаті атаки танкового взводу фашисти почали відступати із села, Зіба Ганієва організувала групу з дев'яти бійців і вела снайперський вогонь по відступаючому противнику. Сама Ганієва, висунувшись вперед, вела вогонь з коліна і застрелила шість німців.
У цей час група під командуванням молодшого лейтенанта Марченка вже вела бій у самому селі. Марченко послав зв'язкового до Ганієвої з проханням надати вогневу підтримку. Отримавши від командира 528-го стрілецького полку 130-ї стрілецької дивізії майора Павлова в підтримку ще шість бійців, Зіба Ганієва з групою з 15 бійців рушила на допомогу загонові Марченка. По дорозі в село група піддалася обстрілу автоматника, який засів у руїнах будівлі. Не розгубившись, Зіба разом з одним із бійців обійшла позицію автоматника з тилу й розстріляла його впритул з автомата. У цей час почався сильний мінометний обстріл, внаслідок якого Ганієва зазнала осколкового поранення в бік. Але до цього часу її група вже з'єдналася із загоном Марченка і спільними зусиллями ворога остаточно вибили із села.

#### Поранення, госпіталь
Молодшого лейтенанта Зібу Ганієву, яка зазнала важкого поранення, ризикуючи життям, з поля бою винесли її товариші: Ніна Соловей, Федір Кирилов і Яків Коляко. Ганієву дивом вдалося відправити літаком до Москви. Вона потрапила в госпіталь, де за нею доглядала Марія Федорівна Шверник, яка врятувала Зібі життя. Ганієва вмирала від зараження крові. Одинадцять місяців Марія Федорівна не відходила від ліжка Зіби, а коли та встала на ноги, ридаючи від щастя, сказала: «Всі нормальні жінки носять дитину 9 місяців, я ж тебе виношувала 11 місяців». Після виписки з лікарні Марія Федорівна Шверник і її чоловік, наступник Михайла Калініна на посту голови Президії Верховної Ради СРСР в останні роки правління Сталіна (1946—1953) — Микола Михайлович Шверник взяли азербайджанську дівчину у свою сім'ю.
За бойові заслуги перед вітчизною Зіба Ганієва була нагороджена орденами Червоного Прапора, Червоної Зірки, медаллю «За оборону Москви».

#### Звернення Ганієвої до матерів Кавказу
Чутки про подвиги відважної комсомолки розлетілися по всій радянській країні. У всіх центральних та місцевих газетах було вміщено її фотографію і повідомлення про те, що Зіба Ганієва зі снайперської гвинтівки знищила вже 20 фашистів. А коли німецькі війська рвалися до багатств Кавказу і бакинської нафти, вона звернулася із закликом до матерів, сестер і подруг стати на захист своєї великої Батьківщини. У 1942 році журнал «Робітниця» у № 19—20 опублікував її звернення:
«Вороги зазіхають на наш чудовий, величний Кавказ. Жінки гір: козачки, чеченки, кабардино-балкарки, азербайджанки, грузинки, вірменки — всі, хто живе під небом Кавказу і Закавказзя, допомагайте своїм чоловікам і братам, що піднялися на розбійницькі загони ворога! Нафтою, бавовною, плодами квітучих садів — всім, що творять руки людини — трудівника і трудівниці, можна бити ворога! Захистимо, відстоїмо від проклятих варварів завоювання Великої Жовтневої соціалістичної революції: свобода, гідність, честь! Не віддамо ворогові наших осель, наших дітей! Смерть ворогам! Неминуча смерть від гострого, загартованого зброї!»

### Післявоєнний період
У 1945 році Ганієва зіграла роль перської шахині у фільмі Ганієв Набі «Тахір і Зухра».
Після Перемоги Зіба Ганієва вийшла заміж за азербайджанського дипломата Тофіка Кадирова, який на той момент був тимчасовим повіреним посольства СРСР у Туреччині. Ганієва разом з чоловіком повернулася до Москви, де у пари народився син — Марат Кадиров.
Ганієва займалася історією, стала доктором сходознавства, професором, кандидатом філологічних наук. У 1955—1956 рр. була завідувачем кафедри мови та літератури Бакинської вищої партійної школи. З 1956 року була науковим співробітником в Інституті сходознавства Академії наук СРСР.
У 1985 році, на честь 40-ї річниці Перемоги у ВВВ, була нагороджена Орденом Вітчизняної війни 1-го ступеня.

## Спогади
Зі статті «Дорогі мої москвичі» лейтенанта Г. Д. Київської, колишнього комсорга 518-го стрілецького полку («Дан приказ ему на запад», «Воениздат», 1968):
У Московської Комуністичної дивізії я познайомилася зі студенткою 1-го курсу інституту Театрального мистецтва Зибой Ганієвій. На фронті вона опанувала снайперським майстерністю, стала одним з кращих снайперів Північно-Західного фронту. Після другого поранення Зиба близько двох років пролежав у госпіталі. Довга боротьба за життя, за здоров'я. Потім не менш запекла боротьба за знання. Після війни вона закінчила інститут, потім аспірантуру. Отримала вчений ступінь.

## Нагороди
- Медаль «За оборону Москви»
- Орден Червоного Прапора
- Орден Червоної Зірки
- Орден Вітчизняної війни I ступеня